# Compatibilismo
Il compatibilismo è la teoria filosofica secondo cui il libero arbitrio dell'uomo è conciliabile con il determinismo universale, o quantomeno con una delle sue accezioni.

## Compatibilismo e incompatibilismo
Secondo i compatibilisti, la volontà umana si può considerare libera anche in presenza di un ordine causale che regoli completamente la realtà sotto un determinato aspetto: leggi fisiche, determinismo psicologico, razionalità intrinseca del comportamento, ecc.
A questa tesi si contrappone l'incompatibilismo secondo il quale se l'universo è soggetto a leggi causali, non può esserci spazio per la libertà umana.
È opportuno osservare che il compatibilismo riguarda soltanto la possibilità di conciliare libertà e determinismo, e dunque non impegna, a rigor di logica, sulla realtà dell'una o dell'altro. Tuttavia, a parte alcune significative eccezioni (ad esempio David Lewis, che riteneva l'universo indeterminista), la grande maggioranza dei compatibilisti sostiene sia la realtà del determinismo, sia l'esistenza effettiva della libertà umana.
Il termine «compatibilismo» si sviluppa nel Novecento nell'ambito della filosofia analitica, ed è pertanto applicabile in senso stretto soltanto alle teorie di pensatori contemporanei come Daniel Dennett, Donald Davidson, P. F. Strawson e Tomis Kapitan. Dal momento però che molti autori classici (a cominciare dagli Stoici greci) hanno proposto concezioni della libertà miranti a conciliarla con qualche forma di causalità universale, non è del tutto fuori luogo classificare retrospettivamente queste posizioni come compatibiliste; l'osservazione vale in particolare per gli autori di tradizione empirista, come Hobbes, Locke, Mill o Bertrand Russell, a cui i filosofi analitici hanno spesso fatto riferimento.

## Libertà di volere
Tipicamente, i sostenitori del compatibilismo riconoscono all'uomo la libertà di agire secondo la propria volontà, ma non la libertà di volere, cioè di determinare i propri desideri, che viene respinta come priva di senso: così, secondo Locke, chiedere se la volontà sia libera è una domanda «troppo grossolanamente assurda per dar luogo ad una discussione o aver bisogno di una risposta».
Fanno eccezione a questo atteggiamento alcuni compatibilisti contemporanei, che ammettono la possibilità per il soggetto  di controllare almeno in parte le volizioni che lo portano ad agire: secondo G.E. Moore, ad esempio, è lecito attribuire all'uomo una «volontà di volere», ma questa volontà di secondo livello non è in grado a sua volta di autodeterminarsi.
La controversia sulla libertà di fare e di volere dimostra chiaramente come il problema della compatibilità fra libero arbitrio e determinismo si intrecci con quello della definizione di libero arbitrio, definizione che è sempre in una certa misura convenzionale e sottintende già una presa di posizione filosofica.

## Compatibilismo e contingenza
I compatibilisti hanno assunto posizioni diverse riguardo alla contingenza dell'azione umana. La maggior parte di loro ritiene che il determinismo causale implichi la necessità universale, e che tuttavia la libertà sia possibile perché compatibile con quest'ultima: Tale è ad esempio la posizione di Hobbes:
(Thomas Hobbes, Leviatano, Editori Riuniti, 1982, p. 146)
A tale posizione si oppone Moore, che per salvaguardare la nozione di contingenza introduce la cosiddetta analisi condizionale, secondo cui un enunciato del tipo «A avrebbe potuto agire diversamente» va letto come «A avrebbe potuto agire diversamente, se avesse voluto»: un'interpretazione, questa, del tutto accettabile per il compatibilismo, che concepisce la libertà come semplice libertà di agire, subordinata a una volontà preesistente.